# Phyllostachys nidularia
Phyllostachys nidularia är en gräsart som beskrevs av William Munro. Phyllostachys nidularia ingår i släktet Phyllostachys och familjen gräs. Inga underarter finns listade i Catalogue of Life.